# Новогусево
Новогу́сево (рос. Новогусево, башк. Яңы Гусев) — присілок у складі Бакалинського району Башкортостану, Росія. Входить до складу Старокуручевської сільської ради.
Населення — 4 особи (2010; 5 у 2002).
Національний склад:
- росіяни — 80 %